# アントニオ・ノリ
アントニオ・ノリ（António Noli, イタリアでは Antonio da Noli 又は Antoniotto Usodimare として知られる、1415年 - 1497年又は、1419年 - 1491年）は、カーボベルデ諸島を発見した冒険家。
ジェノヴァ南西のコムーネ、ノーリ （イタリアリグーリア州サヴォーナ県）の貴族の家に生まれ、国外追放された後にポルトガルへ移住、エンリケ航海王子に雇われた。
1462年 - 1496年 カーボベルデ諸島のサンティアゴ島に居住。

## イタリア軍の駆逐艦
イタリア海軍が建造したナヴィガトーリ級駆逐艦「アントニオ・ダ・ノリ」の艦名は、アントニオ・ノリにちなんで名付けられた。第二次世界大戦時だった1943年9月8日、アントニオ・ダ・ノリはコルシカ沿岸で触雷し沈没した。連合国にイタリアが降伏した次の日だった。